# Nephodia trisecta
Nephodia trisecta är en fjärilsart som beskrevs av W. Warren 1904. Nephodia trisecta ingår i släktet Nephodia och familjen mätare. Inga underarter finns listade i Catalogue of Life.